# Classe Rainbow
La classe Rainbow ou classe R est une  classe de quatre sous-marins  construit par la Royal Navy dans la fin des années 1920.

## Conception
La conception de cette classe est basée sur celle de la classe Parthian, avec des modifications mineures

Ces unités furent équipées de 8 tubes lance-torpilles de 21 pouces (533 mm), dont six en avant et deux en arrière, avec une réserve de 14 torpilles. 

Deux mitrailleuses anti-aériennes de 20 mm viendront compléter son armement après 1940.

Deux unités, les HMS Royalist et HMS Rupert seront annulées pour cause économique.

## Service
Ils servirent essentiellement comme sous-marins de patrouille en mer Méditerranée.

## Les sous-marins de classe Rainbow
| no de coque | Nom         | Lancement    | Service effectif | Chantier naval                       | Fin de carrière                 |
| ----------- | ----------- | ------------ | ---------------- | ------------------------------------ | ------------------------------- |
| N16         | HMS Rainbow | 14 mai 1930  | janvier 1932     | Chatham Dockyard Chatham             | coulé le 19 octobre 1940        |
| N41         | HMS Regent  | 11 juin 1930 | novembre 1930    | Vickers-Armstrongs Barrow-in-Furness | coulé le 18 avril 1943          |
| N88         | HMS Regulus | 11 juin 1930 | décembre 1930    | Vickers-Armstrongs Barrow-in-Furness | coulé le 6 décembre 1940        |
| N62         | HMS Rover   | 11 juin 1930 | janvier 1931     | Vickers-Armstrongs Barrow-in-Furness | démoli en juillet 1946 à Durban |